# لورد أكتون
جون إميريتش إدوارد دالبرغ أكتون (بالإنجليزية: John Dalberg-Acton, 1st Baron Acton)‏ (10 يناير 1834-19 يونيو 1902)، ويعرف باسم السير جون دالبرغ-أكتون، بريتيش تيليكوم 8 من 1837 إلى عام 1869، وعادة ما يشار إليه ببساطة باللورد أكتون، كان مؤرخًا وسياسيًا وكاتبًا إنجليزيًا كاثوليكيًا.

## المهنة
من خلال رحلات واسعة النطاق، أمضى أكتون الكثير من وقته في المراكز الفكرية الرئيسية في قراءة المراسلات الحقيقية للشخصيات التاريخية. كان من بين أصدقائه مونتاليمبير وألكسيس دو توكفيل وفوستل دي كولانغ ويوهان كاسبار بلونتشلي وفون سيبل وليوبولد فون رانكه. في عام 1855، عُيّن نائب ملازم في شروبشاير. وبعد عام، بُعث بمهمة مع اللورد غرانفيل إلى موسكو كمفوض بريطاني في تتويج ألكسندر الثاني من روسيا.

### السياسة
في عام 1859، استقر أكتون في منزله في ألدنهام، شروبشاير في إنجلترا. ثم أُعيد إلى مجلس عموم المملكة المتحدة في نفس العام كعضو في بورو كارلو الأيرلندي وأصبح معجبًا بإخلاص لرئيس الوزراء وليم غلادستون. ومع ذلك، لم يكن أكتون عضوًا نشطًا في البرلمان، وانتهت مهنته البرلمانية بعد الانتخابات العامة عام 1865 عندما ترأس الاقتراع الليبرالي لبريدجنورث بالقرب من منزله في شروبشاير. تغلَّب أكتون على زعيم المحافظين هنري وايتمور، الذي قدم عريضةً ناجحة من أجل التدقيق في بطاقات الاقتراع، وبالتالي احتفظ بمقعده الخاص وخسر أكتون مقعده الجديد. بعد قانون الإصلاح لعام 1867، اعترض أكتون مرة أخرى على بريدجنورث ضمن انتخابات عام 1868 لكن دون جدوى.
اهتم أكتون بكثرة بالولايات المتحدة وخاصة بهيكلها الكونفدرالي الذي يشكل الضامن الكامل للحريات الفردية. أثناء الحرب الأهلية الأمريكية، كان تعاطفه الكامل مع الكونفدرالية التي خصصت دفاعها من أجل حقوق الدول ضد الحكومة المركزية التي كان يعتقد أنها ستتحول، بما كان يعتقد أنها سابقة تاريخية، إلى حكومة استبدادية لا محالة. وقد ساعدت مذكراته إلى غلادستون حول هذا الموضوع في تأجيج الكثيرين في الحكومة البريطانية على التعاطف مع الولايات الكونفدرالية الأمريكية. بعد استسلام الولايات، كتب إلى روبرت إدوارد لي «أنا أحزن على الرهان الذي خسرناه في ريتشموند بعمق أكبر من الابتهاج على ذلك الذي كسبناه في واترلو». مضيفًا «وأنا أعتبر أنكم تخوضون معارك من أجل حريتنا وتقدمنا وحضارتنا». كان معظم الكاثوليك الإنجليز يتشاطرون موقف أكتون من الكونفدرالية في ذلك الوقت، من الليبراليين والإنجيليين على حد سواء. وصف محرر كتاب الإنجيلية أبراهام لينكون وجون هنري نيومان بأنهما «راديكاليين خطيرين» عندما سُأل عن رأيه بالموضوع مصرّحًا بأن العبودية لم تكن «خطيرة» في الأساس إذ لابد من تقييم كل حالة منها على حدى.
في عام 1869، قامت الملكة فيكتوريا بتربية أكتون وأعطته لقب البارون أكتون من ألدنهام في مقاطعة شروبشاير. حصل على ترقيته بعد وساطة غلادستون. كان الاثنان صديقين حميمين ومراسلين يعملان معًا. قال ماثيو أرنولد: «إن غلادستون يؤثر في الجميع عدا أكتون؛ وذلك لأن أكتون هو من يؤثر فيه». تقلَّد أكتون الوسام الملكي الفيكتوري برتبة قائد فارس (كيه سي في أو) في حفل التكريم لعام 1897. كان أكتون مؤيدًا قويًا للحكم المحلي الأيرلندي.

## حياته الشخصية
في عام 1865، تزوج أكتون من الكونتيسة ماري آنا لودوميلا يوفروسينا فون أركو أوف فالي (1841-1923)، ابنة الكونت البافاري ماكسيميليان فون أركو فالي، ورُزقا بستة أطفال:
1. ماري إليزابيث آن دالبيرغ-أكتون (1866 – 1951)، المتزوجة من إدوارد بليديان هربرت
2. آني ماري كاثرين دالبيرغ-أكتون (1868 - 1917)
3. ريتشارد ليون-دالبيرغ-أكتون، البارون الثاني لعائلة أكتون (1870 - 1924)
4. جون دالبيرغ دالبيرغ-أكتون (1872 – 1873)
5. إليزابيث ماري دالبيرغ-أكتون (1874 - 1881)
6. جيان ماري دالبيرغ-أكتون (1876 - 1919)

كان ابن أخيه أنطون غراف فون أركو أوف فالي (1897 - 1945) كونت ألماني وناشط سياسي وهو قاتل رئيس الوزراء البافاري الاشتراكي كورت أيسنر عام 1919.
عندما توفيت ابنة عمه ماريا، دوقة غاليرا، عام 1888، ورث أكتون عنها لقب نبيل غروبولي.

## مهنته كأستاذ في جامعة كامبريدج
انتشرت سمعة أكتون بالتعليم تدريجيًا وعلى نطاق واسع إلى الخارج من خلال تأثير غلادستون. إذ وجد غلادستون فيه مستشارًا سياسيًا ثمينًا، وفي عام 1892، عندما جاءت الحكومة الليبرالية، وُضع أكتون على قائمة الانتظار قبل أن يتقلَّد منصب اللورد. في عام 1895، عند وفاة السير جون سيلي، عيَّنه اللورد أرشيبالد بريمروز في منصب أستاذ ريجيوس للتاريخ الحديث في جامعة كامبريدج، حيث أعطى دورتين من المحاضرات عن الثورة الفرنسية والتاريخ الحديث، لكن آثار تعليمه كانت لها الشهرة الأكبر في ذلك كله. على الرغم من أنه لم يعيش لرؤية كتاب تاريخ كامبريدج الحديث، إلا أنه تم تنقيحه بإشرافه الكامل.

## موته والإرث الذي تركه
بدأت صحة آكتون بالضعف في عام 1901، ثم في 19 يونيو عام 1902، أي في عامه التاسع والستين، توفي في منتجع صحي في مدينة تيغرنزيه في بافاريا، ألمانيا، بينما كان يقيم في منزل عائلة زوجته هناك. دُفنت جثته في مقبرة محلية صغيرة مشرفة على بحيرة تيجرنسي، القبر الذي لم يعد له أي أثر اليوم بعد أن ضاع حجره الرئيسي في النصف الأخير من القرن العشرين. وقد خلفه في اللقب ابنه، ريتشارد ليون دالبيرغ-أكتون، البارون الثاني لعائلة أكتون. استُخدمت مكتبته التي تضمنت 60 ألف مجلد، إذ تتألف إلى حد كبير من كتب مليئة بشروحه الخاصة، اشتراها أندرو كارنيغي بالكامل قبل وفاته سرًا من أجل تأمين المكتبة لاستخدامها أثناء حياته، والتي نُقلت بعد ذلك لملكية جون مورلي الذي بدوره منحها لجامعة كامبريدج. وفقًا لهيو تشيشولم، محرر بريتانيكا 1911:
لم يترك اللورد أكتون سوى القليل من الأعمال الأصلية المكتملة التي يمكن تصنيفها من بين أعظم المؤرخين؛ ويبدو أن تعليمه لنفسه قد شكَّل عائقًا في طريقه؛ إذ كان يعرف أكثر من اللازم وكان ضميره الأدبي شديد الحدة لدرجة أنه لا يستطيع الكتابة بسهولة، بالإضافة إلى أن ضخامة معلوماته تزيد من تمايز أسلوبه الأدبي. لكنه كان واحدًا من أكثر الرجال تعلمًا في عصره، وسوف يبقى اسمه مذكورًا بالتأكيد لما تركه من تأثير واضح على الآخرين.
تأسست كلية أكتون للاقتصاد عام 2002 في مدينة أوستن في تكساس والتي سُميت تيمنًا به.

## وصلات خارجية
- لورد أكتون على موقع الموسوعة البريطانية (الإنجليزية)
- لورد أكتون على موقع إن إن دي بي (الإنجليزية)

- كتابات اللورد أكتون في مشروع غوتنبرغ